# Georges Nivat
Pour les articles homonymes, voir Nivat.
Georges Nivat, né à Clermont-Ferrand le 11 mai 1935, est un universitaire français, historien des idées et slavisant, traducteur spécialiste du monde russe. Professeur honoraire de l’université de Genève depuis octobre 2000, il a été l’un des traducteurs d’Alexandre Soljenitsyne et a également collaboré avec la maison d’édition L'Âge d'Homme, dont il a dirigé la collection Slavica consacrée à la littérature russe et la littérature d’Europe orientale. Depuis 1995, il collabore avec Fayard. Professeur émérite, ancien directeur de l’extension genevoise de l’université Lomonossov de Moscou (1992-2000).

## Biographie
Fils d'un professeur de lettres classiques, Jean Nivat (1906-1987) et d'une professeure de mathématiques, Gabrielle Aubouy (1907-2000) ; il est également le frère du chercheur en informatique Maurice Nivat et de la mathématicienne Aline Bonami. En 1965, il se marie avec Lucile Jonac, professeure agrégée de russe. Il est le père de la journaliste Anne Nivat, née en 1969, et de Guillaume Nivat, ingénieur en informatique, né en 1971,.
Après des études secondaires au lycée Blaise-Pascal de Clermont-Ferrand, il est reçu à l'École normale supérieure (1955 L) et obtient à la Sorbonne une licence de russe et une licence d'anglais.
Il est stagiaire français à l'université Lomonossov de Moscou en 1956-1957, puis passe une année au St Antony's College d'Oxford (1957-1958) ; il est reçu à l'agrégation de russe en 1959.
De nouveau stagiaire à l'université Lomonossov en 1959-1960, il est expulsé d'URSS en août 1960, deux jours avant son mariage avec Irina Emelianova (ru), fille de la compagne de Boris Pasternak, Olga Ivinskaïa. Après une seconde année à Oxford (1960-1961), il obtient le « Oxford Diploma in Slavonic Studies ».
Il effectue son service militaire en Algérie puis en France (1961-1962) et reçoit en 1961 la médaille des blessés et la croix de la valeur militaire ; il en sort capitaine de réserve.
Il est ensuite nommé assistant à l'université de Toulouse puis à l'université de Lille, enfin, successivement, maître de conférence à l'université Paris X, professeur ordinaire à l'université de Genève (en 1974) et professeur honoraire (en octobre 2000), ainsi que directeur de l'Institut européen de l'université de Genève de 1997 à 2000. Il est également chercheur au Russian Research Center de l'université Harvard en 1985-1986, puis au Hoover Institute de Stanford.
En 1999, il signe la pétition pour s'opposer à la guerre en Serbie « Les Européens veulent la paix », initiée par le collectif d'extrême droite« Non à la guerre ». 

## Publications
- Sur Soljenitsyne, Lausanne, L'Âge d'Homme, 1974.
- Soljenitsyne, Paris, Le Seuil, 1980.
- Vers la fin du mythe russe. Essai sur la culture russe de Gogol à nos jours, Lausanne, L'Âge d'Homme, coll. Slavica, 1982.
- Russie-Europe. La fin du schisme. Études littéraires et politiques, Lausanne, L'Âge d'Homme, 1993,  (ISBN 978-2825103647).
- Vivre en russe, Lausanne, L'Âge d'Homme, 2007.
- Le Phénomène Soljénitsyne, Paris, Fayard, 2009,  (ISBN 978-2213636283).
- Les Trois Âges russes, Paris, Fayard, 2015,  (ISBN 978-2213685687).

## Préfaces
- Le Pavillon des cancéreux [« Раковый корпус rakovii korpus »] (trad. Alain & Alfreda Aucouturier, Lucile & George Nivat, Jean-Paul Sémon, préf. Georges Nivat), Paris, Le Livre de poche,‎ 1972 (1re éd. 1968 Julliard), 701 p. (ISBN 2-7242-0970-2).
- Fiodor Mikhaïlovitch Dostoïevski (trad. du russe par D Ergaz, pour la bibliothèque de la Pléiade, préf. Georges Nivat), Crime et Châtiment [« Преступление и наказание »], Paris, Gallimard,‎ 1975, (1re éd. 1950 Gallimard), 669 p. (ISBN 978-2-07-039253-7)

## Traductions
- André Biély, Pétersbourg, (en collaboration avec Jacques Catteau), Lausanne, L'Âge d'Homme, 1967.
- Le Pavillon des cancéreux [« Раковый корпус rakovii korpus »] (trad. Alain & Alfreda Aucouturier, Lucile & George Nivat, Jean-Paul Sémon, préf. Georges Nivat), Paris, Le Livre de poche,‎ 1972 (1re éd. Juliard), 701 p. (ISBN 2-7242-0970-2).
- Alexandre Soljenitsyne, Août quatorze, (en collaboration), Paris, Le Seuil, 1972[7].
- André Biély, Kotik Letaïev, Lausanne, L'Âge d'Homme, 1973.

## Ouvrages collectifs
- Efim Etkind, Georges Nivat, Ilya Serman et Vittorio Strada, Histoire de la littérature russe, t. 1 : Des origines aux lumières, Paris, Fayard, 1992, 895 p. (ISBN 978-2-213-01985-7)
- Efim Etkind, Georges Nivat, Ilya Serman et Vittorio Strada, Histoire de la littérature russe, t. 2 : Le XIXe siècle. L'époque de Pouchkine et de Gogol, Paris, Fayard, 1996, 1290 p. (ISBN 978-2-213-01987-1)
- Efim Etkind, Georges Nivat, Ilya Serman et Vittorio Strada, Histoire de la littérature russe, t. 3 : Le XIXe siècle. Le temps du roman, Paris, Fayard, 2005, 1553 p. (ISBN 978-2-213-01987-1)
- Efim Etkind, Georges Nivat, Ilya Serman et Vittorio Strada, Histoire de la littérature russe, t. 4 : Le XXe siècle. L'Âge d'argent, Paris, Fayard, 1987, 782 p. (ISBN 978-2-213-01892-8)
- Efim Etkind, Georges Nivat, Ilya Serman et Vittorio Strada, Histoire de la littérature russe, t. 5 : Le XXe siècle. La Révolution et les années vingt, Paris, Fayard, 1988, 999 p. (ISBN 978-2-213-01960-4)
- Efim Etkind, Georges Nivat, Ilya Serman et Vittorio Strada, Histoire de la littérature russe, t. 6 : Le XXe siècle. Gels et dégels, Paris, Fayard, 1990, 1091 p. (ISBN 978-2-213-01950-5)
- Collectif, avec les collaborations de Olga Medvedkova, Georges Nivat, Sergueï Fomitchev, Pascale Melani, Valérie Pozner et André Markowicz, Pouchkine illustré : [exposition, Bibliothèque nationale et universitaire de Strasbourg, 12 mai-19 septembre 2010], Paris / Strasbourg, coéd. Somogy Éditions d'Art / Bibliothèque universitaire de Strasbourg, 2010, 256 p., 210 ill. (ISBN 978-2-7572-0360-6)
- Georges Nivat (préface) et Michel Niqueux (choix, présentations et traductions), Anthologie de la pensée russe, de Karamzine à Poutine : L'Occident comme modèle à imiter, rattraper, dépasser, régénérer, ou rejeter ?, Paris, Institut d'études slaves, 2016, 790 p. (ISBN 978-2-7204-0545-7)
- Georges Nivat, Les sites de la mémoire russe, t. 1 Géographie de la mémoire russe, Fayard, 2007, 850 p. (ISBN 978-2-213-60060-4)
- Georges Nivat (dir.), Alexandre Soljenitsyne : un écrivain en lutte avec son siècle, Éditions des Syrtes, 2018, 299 p. (ISBN 978-2-940523-87-0).
- Georges Nivat, Les sites de la mémoire russe, t. 2 Histoire et mythe de la mémoire russe, Fayard, 2019, 860 p. (ISBN 978-2-2136-3275-9)
- Georges Nivat (dir.), Soljenitsyne et la France : une œuvre et un message toujours vivants, Fayard, 2021, 422 p. (ISBN 978-2213717197)(colloque à Paris en 2018)